# カチューユー
カチューユー（鰹湯、かちゅー湯）とは、鰹節を使った沖縄県地方の汁物料理である。その名前の通り、どんぶりなどにたっぷりの削り節を入れてお湯をかけるというきわめてシンプルな料理である。風邪や二日酔いのときに飲む人が多く、沖縄以外の地方でも民間療法としてしばしば用いられる。違いは鰹節の種類にあり、沖縄では裸節という一般的な枯れ節とは異なる鰹節が用いられる。別名、ヤカン汁、湯かけ汁、湯かきみそ汁など。

## 調理方法
味噌汁と同様に家庭によって様々なバリエーションがある。味噌味の場合は、味噌を大さじ1または1/2（約9g）ほど入れて熱湯を注ぐ。味噌を焼いてから使う家庭もある。醤油味の場合は熱湯を注いだ後に醤油を入れる。好みによりニンニク、刻み青ねぎ、梅干しなどを入れる。削り節と一緒に生卵を入れておく人もいる。卵を入れる場合は、ふたをして半熟になるのを待つ。
なお、沖縄県で使用される鰹節は、ほぼ100％がカビ付けを行わない荒節である。本土で一般的な本節を使用しても構わないが、沖縄で言うところの「カチューユー」とは風味が異なるものになる。